# Куп СФР Југославије у рагбију 1986.
Куп СФР Југославије у рагбију 1986. је било 27. издање Купа комунистичке Југославије у рагбију. Играло се по правилима рагбија 15. 
Трофеј је освојио Колинс.
| Освајач купа Југославије у рагбију 1986. |
| ---------------------------------------- |
| Колинс Љубљана 1. трофеј                 |